# محمد علي موسى
محمد علي موسى، الاسم الرياضي لعلي موسى، ولد يوم 5 أفريل 1954، بتونس (باب سويقة)، لاعب كرة قدم تونسي يشغل مدافع وخطة ظهير أيسر في النادي الإفريقي.

## سيرته
إنطلق من هواة شبيبة العمران، حتى سن ة 1973. ثم التحق بالنادي الإفريقي وأصبح بسرعة الأفضل في البطولة في مركزه.
تم إستدعاءه للمنتخب الوطني أول مرة للمشاركة في المباراة ضد يوغسلافيا يوم 26 فيفري 1974 لكنه تعرض في المباراة لإصابة حادة أبعدته عن الميادين قرابة 18 شهرا. رغم أنه تمت دعوته للمنتخب في عدة مناسبات إلا أنه لم يشارك إلا في ثلاث مباريات دولية أخرى، مسجلا هدفا وحيدا أمام الإمارات العربية المتحدة، في كأس فلسطين، يوم 8 ديسمبر 1978.
كان عنصرا من المجموعة التي شاركت في نهائيات كأس العالم 1978 بالأرجنتين.

## إنجازاته
- بطولة تونس: 1974، 1979، 1980
- كأس تونس: 1976
- كأس السوبر: 1979
- الكأس المغاربية للأندية الفائزة بالكؤوس: 1970
- الكأس المغاربية للأندية البطلة: 1974، 1975

## روابط خارجية
- محمد علي موسى على موقع الاتحاد الدولي (مؤرشف)  (الإنجليزية)
- محمد علي موسى على موقع ناشيونال فوتبول تيمز (الإنجليزية)
- محمد علي موسى على موقع عالم كرة القدم.نت (الإنجليزية)